# August Hitzschold
Friedrich August Hitzschold (* 13. Juni 1817 in Dresden; † 26. April 1876 in Sebnitz) war ein deutscher Jurist, Politiker und Autor. Ab 1866 war er Bürgermeister der Stadt Adorf und ab 1872 in Dahlen (Sachsen).

## Leben und Wirken
Nach dem Besuch der Kreuzschule in Dresden studierte Hitzschold bis 1839 Rechts- und Staatswissenschaften an der Universität Leipzig. Danach arbeitete er zunächst als Akzessist in der advokatorischen Expedition von Hausmann in Dresden und am Königlich Sächsischen Gerichtsamt Waldheim.
1841 gab er den juristischen Beruf auf, um sich der Belletristik zu widmen, und wurde Hilfsarbeiter an der Königlichen öffentlichen Bibliothek zu Dresden. 1846 begann er als politischer Schriftsteller tätig zu sein und engagierte sich als gemäßigter Oppositionist im Adorfer Wochenblatt und im Dresdener Tageblatt und schrieb gleichzeitig meist anonym Kritiken und Rezensionen.
1847 nahm er eine Tätigkeit an der Expedition des Justizrats Kohlschütter in Dresden auf und beteiligte sich ab 1848 an den ersten Reformversuchen in der lutherischen Landeskirche Sachsens. Er wurde Stadtverordneter und noch als Rechtskandidat in den Stadtrat von Dresden gewählt.
Im Dezember 1848 wurde er von dem Vaterlandsverein in die Erste Kammer des Sächsischen Landtags gewählt, gehörte zu den Führern der gemäßigten Linken und wurde als Advokat immatrikuliert. Bei den politischen Mai-Bewegungen in Dresden 1849 trat er, obwohl nicht unbeteiligt, vermittelnd auf, verließ aber, wenn auch mit Widerstreben, Sachsen und ging zunächst nach Frankfurt am Main und später nach Hanau, zuletzt in die Schweiz, wo er sich in Zürich niederließ. Er wurde erneut als Schriftsteller tätig, erteilte Musikunterricht und wurde Mitarbeiter der Rheinischen Musikzeitung. In Zürich hatte er Kontakt u. a. zu Richard Wagner, der auch dorthin geflüchtet war.
1852 redigierte er die unterhaltende und belehrende Monatsschrift des Dr. Zimmermann „Helvetia.“ Nach dem Erlass der Generalamnestie im Königreich Sachsen verkaufte er sein Haus in Zürich, in welchem er ein Restaurant betrieb, und kehrte nach Sachsen zurück, um dort wieder als Advokat zu arbeiten. 1866 wurde Hitzschold Bürgermeister der Stadt Adorf und wechselte 1872 in dieser Funktion nach Dahlen und schließlich Ende 1874 nach Sebnitz. Dort starb er Ende April 1876.